# Halodule
Halodule, rod vodenog bilja (morskih trava) iz porodice Cymodoceaceae, dio reda žabočunolike. Postoji osam vrsta koje žive uz suptropske i tropske obale sva tri oceana.

## Vrste
1. Halodule beaudettei (Hartog) Hartog
2. Halodule bermudensis Hartog
3. Halodule ciliata (Hartog) Hartog
4. Halodule emarginata Hartog
5. Halodule lilianeae Hartog
6. Halodule pinifolia (Miki) Hartog
7. Halodule uninervis (Forssk.) Boiss.
8. Halodule wrightii Asch.